# Walerija Starodubrowska
Walerija Starodubrowska (ros. Валерия Стародубровская, ur. 10 lutego 1978 w Lipiecku) – rosyjska wioślarka.

## Osiągnięcia
- Mistrzostwa Świata Juniorów – Monachium 1994 – ósemka – 7. miejsce[1].
- Mistrzostwa Świata Juniorów – Poznań 1995 – dwójka bez sternika – 3. miejsce[1].
- Mistrzostwa Świata Juniorów – Glasgow 1996 – czwórka bez sternika – 4. miejsce[1].
- Mistrzostwa Świata – Kolonia 1998 – ósemka – 10. miejsce[1].
- Mistrzostwa Świata – Zagrzeb 2000 – czwórka bez sternika – 9. miejsce[1].
- Mistrzostwa Świata – Lucerna 2001 – dwójka bez sternika – 9. miejsce[1].
- Mistrzostwa Świata – Sewilla 2002 – dwójka bez sternika – 7. miejsce[1].
- Mistrzostwa Świata – Mediolan 2003 – dwójka bez sternika – 14. miejsce[1].
- Mistrzostwa Świata – Gifu 2005 – dwójka bez sternika – 3. miejsce[1].
- Mistrzostwa Świata – Eton 2006 – ósemka – 9. miejsce[1].
- Mistrzostwa Świata – Monachium 2007 – ósemka – brak[1][2].
- Mistrzostwa Świata – Linz 2008 – czwórka bez sternika – brak[1][2].
- Mistrzostwa Europy – Brześć 2009 – ósemka – 4. miejsce[1].